# Obinautilus
Obinautilus (лат.) — род вымерших осьминогов из семейства Argonautidae.
Он идентифицируется как осьминог семейства Argonautidae или наутилиды. Известен от позднего олигоцена до плиоцена Японии. Раковина дисковидная, очень инволютная, с быстро расширяющимися и сжатыми оборотами, тонкими радиальными ребрами, округлой вентральной частью с неглубокой бороздой и почти закрытым пупком.
На основании изучения окаменелостей O. pulcher из олигоцена было установлено, что расхождение семейств Tremoctopodidae и Argonautidae произошло не менее 29 миллионов лет назад.

## Классификация
В род включают 2 вымерших вида:
- † Obinautilus awaensis (Tomida, 1983) (первоначально описанный как Argonauta awaensis[12]) — плиоцен (возможно, также поздний миоцен[3]) Формация Верхняя Сенхата на полуострове Босо, Япония[5]
- † Obinautilus pulcher Kobayashi, 1954 (иногда пишется как O. pulchra[4][10]) — позднеолигоценовая формация Ничинан в Японии[5]